# 10529 Giessenburg
A 10529 Giessenburg (ideiglenes jelöléssel 1990 WQ4) a Naprendszer kisbolygóövében található aszteroida. Eric Walter Elst fedezte fel 1990. november 16-án.